# Xylonychus dispar
Xylonychus dispar är en skalbaggsart som beskrevs av Gilbert John Arrow 1924. Xylonychus dispar ingår i släktet Xylonychus och familjen Melolonthidae. Inga underarter finns listade i Catalogue of Life.